# Одставне
Одставне́ (рос. Отставное) — присілок у складі Мокроусовського округу Курганської області, Росія.
Населення — 66 осіб (2010, 115 у 2002).
Національний склад станом на 2002 рік:
- росіяни — 99 %